# Khieu Samphan
Khieu Samphan (tiếng Khmer: ខៀវ សំផន; sinh ngày 28 tháng 7 năm 1931) là Chủ tịch Hội đồng Nhà nước Campuchia Dân chủ từ năm 1976 đến 1979 và là nhân vật quyền lực thứ tư (hay anh tư) của Khmer Đỏ (sau Pol Pot, Nuon Chea và Ieng Sary). Ông là người Campuchia gốc Hoa.

## Tiểu sử
Khieu Samphan sinh năm 1931 tại tỉnh Svay Rieng thuộc Miền đông Campuchia. Cha ông là Khieu Long làm quan tòa trong chính quyền bảo hộ Pháp tại Campuchia, và mẹ là Por Kong. Khi còn nhỏ, Khieu Long bị bỏ tù vì tham nhũng, khiến cho mẹ ông phải bán rau quả và trái cây ở tỉnh Kampong Cham, nơi ông khôn lớn.
Trong tổ chức Khmer Đỏ, ông có bí danh là "đồng chí Hem", 
Cũng như Saloth Sar (tức Pol Pot), Hou Yuon, Hu Nim và Ieng Sary...Khieu Samphan từng du học tại Paris trong thập niên 1950. Tại Pháp, Khieu Samphan gia nhập nhóm nghiên cứu chủ nghĩa Mác-Lênin cùng với Ieng Sary, Hu Nim, Hou Yuon và Pol Pot.
Năm 1959 Khieu Samphan hoàn tất luận án tiến sĩ "Kinh tế Campuchia và sự phát triển kỹ nghệ". Cũng trong năm này ông về nước cho ra tờ báo tiếng Pháp Người quan sát (L'Observateur) để tuyên truyền trong giới sinh viên, trí thức cho đến ngày 13 tháng 7 năm 1960 thì bị nhà cầm quyền đóng cửa. Cũng có lúc Khieu Samphan được mời vào làm bộ trưởng trong chính phủ Sihanouk.
Tháng 4 năm 1967 Khieu Samphan trốn theo Saloth Sar (Pol Pot) về vùng rừng núi bắt đầu cuộc đấu tranh vũ trang chống chính quyền.

## Vai trò trong Khmer Đỏ
Ngày 17 tháng 4 năm 1975 Khmer Đỏ toàn thắng tại Campuchia và Khieu Samphan trở thành Chủ tịch nước Campuchia Dân chủ. Trong thời gian Khmer Đỏ cầm quyền, Khieu Samphan với vai trò là Chủ tịch nước đã ủng hộ các chính sách xóa bỏ trường học, tiền tệ, phật giáo cũng như  xua đuổi người dân thành thị về nông thôn lao động khổ sai... Chỉ trong bốn năm Khmer Đỏ cầm quyền có khoảng 1,7 triệu người Campuchia đã chết vì bị bỏ đói, lao động cưỡng bức, tra tấn và bị hành quyết.
Năm 1979 Khmer Đỏ bị lật đổ. 
Năm 1982 Khieu Samphan 
trở thành lãnh đạo chính và tiếp tục chỉ huy tàn quân Khmer Đỏ chống lại chính phủ của Hun Sen trong nhiều năm.

## Bị bắt và xét xử
Tháng 12 năm 1998, nội bộ Khmer Đỏ gần như tan rã và Khieu Samphan đầu hàng quân chính phủ và sống tại Pailin (thị trấn thuộc miền Tây Bắc Campuchia gần biên giới Thái Lan).
Dù trong nhiều cuộc phỏng vấn và xét xử sau này, Khieu đều phủ nhận mọi cáo buộc về các chính sách diệt chủng ở Campuchia và cho rằng mình không đủ quyền hành và chức chủ tịch Campuchia dân chủ chỉ là "hữu danh vô thực". Thay vào đó, Khieu khẳng định quyền lực và mọi quyết định trong "Angkar" hầu hết nằm trong tay Pol Pot, Nuon Chea, Ieng Sary, So Phim và Ta Mok. Dù có thời điểm Khieu được Pol Pot tin tưởng giao quyền lãnh đạo tàn quân Khmer Đỏ cho Khieu Samphan khi Khmer Đỏ bị lật đổ vào năm 1979.
Ngày 19 tháng 11 năm 2007 Khieu Samphan bị bắt để đưa ra xét xử. Vào ngày 7 tháng 8 năm 2014, ông ta và Nuon Chea bị xử tù chung thân vì tội ác chống lại loài người. Và cho đến ngày 16 tháng 11 năm 2018, ông và Noun Chea bị đưa ra Toà án Quốc tế xét xử và cũng phải nhận bản án tương tự như phiên tòa trước đó.